# 市川大祐
市川 大祐（いちかわ だいすけ、1980年5月14日 - ）は、静岡県清水市（現・静岡市清水区）出身の元サッカー選手。ポジションはディフェンダー。日本代表にも選出され、2002 FIFAワールドカップに出場した。「17歳322日」という日本代表最年少出場記録を持つ（2019年時点）。

## 経歴

### クラブ
清水のジュニアユース時代の1995年に開催されたメニコンカップ クラブユース東西対抗戦に出場して最優秀選手を獲得。また、ユース年代の日本代表に選出された。
Jリーグデビューは、静岡県立清水工業高等学校2年から3年に進級する17歳のときで、1998年3月21日の日本平スタジアムでのコンサドーレ札幌戦。同年11月14日のジェフユナイテッド市原戦で初ゴールを決めた。
1999年のセカンドステージ優勝、アジアカップウィナーズカップ1999-2000での優勝に貢献。2001年度の天皇杯優勝時は負傷中であったため、右サイドはユースで同期の平松康平が務めた。当時、清水の両翼は右に市川、左に三都主アレサンドロを擁し、強力なサイド攻撃を構成した。
2003年12月に同じ年齢の女性と結婚。2004年のシーズンは、怪我により活躍が出来なかった2003年より出場機会が増え、2006年にはリーグ戦で4年ぶりのゴールを決めるなど復調。特にサイドハーフの兵働昭弘と連動したサイドアタックは、チームの主要な攻撃パターンの一つになっている。2007年には、フェルナンジーニョの加入により中盤がダイヤモンド型に変更されたため、サイドバックの前方に大きなスペースが作られ、トップ下フェルナンジーニョのドリブルキープから市川のミドルシュートという攻撃パターンが確立された。
2009年シーズン序盤は不調により高木純平にポジションを奪われたが、第14節のモンテディオ山形戦以降はスタメンの座を取り戻した。敵陣中央でのパス交換から右サイドをオーバーラップした市川に渡り、ニアサイドに飛び込んでくる岡崎慎司、枝村匠馬にクロスで合わせるというパターンが確立し、14試合で9アシスト1得点を決めた。
2010年12月、契約満了に伴い清水を退団した。
2011年よりヴァンフォーレ甲府に伊東輝悦と共に移籍したが同年限りで戦力外通告を受け甲府を退団。
2012年は水戸ホーリーホックに移籍したが、またも同年限りで戦力外通告を受け水戸を退団。
その後Jリーグクラブからのオファーは1件も無く、2013年よりJFL（当時）・藤枝MYFCへ移籍。
2015年7月27日、FC今治へ入団したが、同年11月に退団を発表された。
2016年1月7日、ヴァンラーレ八戸へ入団し、10月に2016年シーズン限りで現役を引退すると発表した。

### 代表
国際Aマッチデビューは、1998年4月1日にソウル特別市で開催された親善試合韓国戦で、高校在学中の17歳322日での出場は2022年現在でも史上最年少記録である。同年に開催された1998 FIFAワールドカップでは、岡田武史監督の判断で三浦知良や北澤豪らとともに直前で代表から漏れるが、チームには帯同している。
フィリップ・トルシエが三つの年代を指揮した日本代表チームでは、就任当初から高い信頼と評価を受ける。だが、オーバートレーニング症候群を発症し、代表から長期間離脱。ワールドユース及びシドニーオリンピックも、本戦には出場できなかった。
2001年末に、代表から遠ざかっている選手も多く含む合宿に召集されると、翌年の欧州遠征からAマッチに復帰、2002 FIFAワールドカップにも出場。チュニジア戦では中田英寿の得点をアシストした。サイドにそれを本職とする選手を配置することが少ないトルシエのシステムにあって、2002年W杯の日本代表で唯一本職の右サイドのプレーヤーとして選出されていた。その後は、オーバートレーニング症候群やケガなどで安定したコンディションを維持できない事が多く、ジーコ体制以降の招集は9月に行われた親善試合のみに留まった（出場はなし）。

### 引退後
2017年1月、清水エスパルスの普及部スタッフに就任した。2017年10月、Jリーグから功労選手賞として表彰すると発表された。
2018年1月8日、IAIスタジアム日本平で引退試合が行われた。

## 所属クラブ
- 1993年 - 1995年 清水エスパルスジュニアユース
- 1996年 - 1997年 清水エスパルスユース
- 1998年 - 2010年 清水エスパルス
- 2011年 ヴァンフォーレ甲府
- 2012年 水戸ホーリーホック
- 2013年 - 2014年 藤枝MYFC
- 2015年 FC今治
- 2016年 ヴァンラーレ八戸

## 個人成績
| 国内大会個人成績 | 国内大会個人成績 | 国内大会個人成績 | 国内大会個人成績 | 国内大会個人成績 | 国内大会個人成績 | 国内大会個人成績 | 国内大会個人成績 | 国内大会個人成績 | 国内大会個人成績 | 国内大会個人成績 | 国内大会個人成績 |
| 年度             | クラブ           | 背番号           | リーグ           | リーグ戦         | リーグ戦         | リーグ杯         | リーグ杯         | オープン杯       | オープン杯       | 期間通算         | 期間通算         |
| 年度             | クラブ           | 背番号           | リーグ           | 出場             | 得点             | 出場             | 得点             | 出場             | 得点             | 出場             | 得点             |
| 日本             | 日本             | 日本             | 日本             | リーグ戦         | リーグ戦         | リーグ杯         | リーグ杯         | 天皇杯           | 天皇杯           | 期間通算         | 期間通算         |
| ---------------- | ---------------- | ---------------- | ---------------- | ---------------- | ---------------- | ---------------- | ---------------- | ---------------- | ---------------- | ---------------- | ---------------- |
| 1997             | 清水             | 24               | J                | 0                | 0                | 0                | 0                | 1                | 0                | 1                | 0                |
| 1998             | 清水             | 25               | J                | 20               | 1                | 0                | 0                | 3                | 0                | 23               | 1                |
| 1999             | 清水             | 25               | J1               | 22               | 0                | 4                | 0                | 3                | 1                | 29               | 1                |
| 2000             | 清水             | 25               | J1               | 26               | 2                | 6                | 1                | 4                | 0                | 36               | 3                |
| 2001             | 清水             | 25               | J1               | 30               | 2                | 2                | 0                | 1                | 0                | 33               | 2                |
| 2002             | 清水             | 25               | J1               | 30               | 1                | 2                | 0                | 3                | 0                | 35               | 1                |
| 2003             | 清水             | 25               | J1               | 23               | 0                | 4                | 0                | 0                | 0                | 27               | 0                |
| 2004             | 清水             | 25               | J1               | 3                | 0                | 1                | 0                | 0                | 0                | 4                | 0                |
| 2005             | 清水             | 25               | J1               | 34               | 0                | 7                | 0                | 3                | 1                | 44               | 1                |
| 2006             | 清水             | 25               | J1               | 31               | 1                | 5                | 0                | 3                | 0                | 39               | 1                |
| 2007             | 清水             | 25               | J1               | 33               | 4                | 6                | 1                | 3                | 1                | 42               | 6                |
| 2008             | 清水             | 25               | J1               | 27               | 0                | 5                | 0                | 2                | 0                | 34               | 0                |
| 2009             | 清水             | 25               | J1               | 25               | 1                | 5                | 0                | 5                | 0                | 35               | 1                |
| 2010             | 清水             | 25               | J1               | 21               | 0                | 4                | 0                | 3                | 0                | 28               | 0                |
| 2011             | 甲府             | 25               | J1               | 22               | 0                | 1                | 0                | 0                | 0                | 23               | 0                |
| 2012             | 水戸             | 25               | J2               | 32               | 1                | -                | -                | 2                | 0                | 34               | 1                |
| 2013             | 藤枝             | 25               | JFL              | 8                | 0                | -                | -                | 1                | 0                | 9                | 0                |
| 2014             | 藤枝             | 25               | J3               | 6                | 0                | -                | -                | 1                | 0                | 7                | 0                |
| 2015             | 今治             | 27               | 四国             | 1                | 0                | -                | -                | 0                | 0                | 1                | 0                |
| 2016             | 八戸             | 25               | JFL              | 20               | 2                | -                | -                | 0                | 0                | 20               | 2                |
| 通算             | 日本             | 日本             | J1               | 347              | 12               | 52               | 2                | 34               | 3                | 433              | 17               |
| 通算             | 日本             | 日本             | J2               | 32               | 1                | -                | -                | 2                | 0                | 34               | 1                |
| 通算             | 日本             | 日本             | J3               | 6                | 0                | -                | -                | 1                | 0                | 7                | 0                |
| 通算             | 日本             | 日本             | JFL              | 28               | 2                | -                | -                | 1                | 0                | 29               | 2                |
| 通算             | 日本             | 日本             | 四国             | 1                | 0                | -                | -                | 0                | 0                | 1                | 0                |
| 総通算           | 総通算           | 総通算           | 総通算           | 414              | 15               | 52               | 2                | 38               | 3                | 504              | 20               |

- 1997年、1998年はユース所属

その他の公式戦
- 1999年
  - Jリーグチャンピオンシップ 2試合0得点
- 2001年
  - スーパーカップ 1試合0得点
- 2002年
  - スーパーカップ 1試合0得点

| 国際大会個人成績 | 国際大会個人成績 | 国際大会個人成績 | 国際大会個人成績 | 国際大会個人成績 |
| 年度             | クラブ           | 背番号           | 出場             | 得点             |
| AFC              | AFC              | AFC              | ACL              | ACL              |
| ---------------- | ---------------- | ---------------- | ---------------- | ---------------- |
| 2002-03          | 清水             | 25               | 2                | 0                |
| 通算             | AFC              | AFC              | 2                | 0                |

## 代表歴

### 出場大会など
- U-21日本代表
  - 1998年アジア競技大会
- U-22日本代表
  - シドニーオリンピック予選
- 日本代表
  - 2002 FIFAワールドカップ（ベスト16）

### 試合数
- 国際Aマッチ 10試合 0得点(1998年 - 2002年)

| 日本代表 | 国際Aマッチ | 国際Aマッチ |
| 年       | 出場        | 得点        |
| -------- | ----------- | ----------- |
| 1998     | 1           | 0           |
| 2002     | 9           | 0           |
| 通算     | 10          | 0           |

### 出場
| No. | 開催日         | 開催都市 | スタジアム                 | 対戦相手     | 結果 | 監督                 | 大会                   |
| --- | -------------- | -------- | -------------------------- | ------------ | ---- | -------------------- | ---------------------- |
| 1.  | 1998年04月01日 | ソウル   |                            | 韓国         | ●1-2 | 岡田武史             | ワールドカップ記念試合 |
| 2.  | 2002年03月21日 | 大阪府   | 長居陸上競技場             | ウクライナ   | ○1-0 | フィリップ・トルシエ | キリンチャレンジカップ |
| 3.  | 2002年03月27日 | ウッジ   |                            | ポーランド   | ○2-0 | フィリップ・トルシエ | 国際親善試合           |
| 4.  | 2002年04月17日 | 神奈川県 | 横浜国際総合競技場         | コスタリカ   | △1-1 | フィリップ・トルシエ | キリンチャレンジカップ |
| 5.  | 2002年05月02日 | 兵庫県   | 御崎公園球技場             | ホンジュラス | △3-3 | フィリップ・トルシエ | キリンカップ           |
| 6.  | 2002年05月14日 | オスロ   |                            | ノルウェー   | ●0-3 | フィリップ・トルシエ | 国際親善試合           |
| 7.  | 2002年05月25日 | 東京都   | 国立霞ヶ丘競技場陸上競技場 | スウェーデン | △1-1 | フィリップ・トルシエ | キリンチャレンジカップ |
| 8.  | 2002年06月04日 | 埼玉県   | 埼玉スタジアム2002         | ベルギー     | △2-2 | フィリップ・トルシエ | ワールドカップ         |
| 9.  | 2002年06月14日 | 大阪府   | 長居陸上競技場             | チュニジア   | ○2-0 | フィリップ・トルシエ | ワールドカップ         |
| 10. | 2002年06月18日 | 宮城県   | 宮城スタジアム             | トルコ       | ●0-1 | フィリップ・トルシエ | ワールドカップ         |

## 引退試合
| 2018年1月8日 13:00 |

| S-PULSE ALL STARS             | 2 - 3 | JAPAN ALL STARS                                      |
| 澤登正朗 06分 · 市川大祐 38分 |       | 市川大祐 61分 · 市川大祐 86分 (PK) · 市川大祐 90+2分 |

| IAIスタジアム日本平 観客数: 11,646人 主審: 岡田正義 |

S-PULSE ALL STARS
- 監督：オズワルド・アルディレス、通訳：羽生直行
- GK：1.眞田貴永[9]、22.西部洋平、29.山本海人
- DF：2.斉藤俊秀、4.堀池巧、5.高木和道、11.森岡隆三、14.戸田和幸、25.市川大祐、27.岩下敬輔、32.松原后
- MF：1.眞田勲良[9]、3.藤本淳吾[10]、6.大榎克己、7.伊東輝悦、8.三都主アレサンドロ、10.澤登正朗、13.平松康平、16.枝村匠馬、17.和田雄三、18.兵働昭弘、19.高木純平、20.石田博行、26.谷川烈、30.永井秀樹、31.杉山浩太
- FW：9.長谷川健太、15.久保山由清、21.安永聡太郎、23.北川航也

JAPAN ALL STARS
- 監督：岡田武史、 ヘッドコーチ：大木武
- GK：1.小島伸幸、20.川口能活、21.楢﨑正剛、23.曽ヶ端準
- DF：2.名良橋晃、3.相馬直樹、4.井原正巳、5.小村徳男、16.齊藤俊秀、17.秋田豊、19.中西永輔、22.市川大祐、24.森岡隆三、30.戸田和幸、34.宮本恒靖
- MF：6.山口素弘、7.伊東輝悦、8.北澤豪、10.名波浩、13.服部年宏、18.小野伸二、26.平野孝、28.明神智和、29.稲本潤一、32.三都主アレサンドロ、33.中田浩二、35.小笠原満男、36.山田卓也
- FW：9.中山雅史、14.岡野雅行、15.森島寛晃、25.西澤明訓、27.鈴木隆行、31.柳沢敦

## 指導歴
- 2017年 - 清水エスパルス
  - 2017年 - 2018年 スクールコーチ
  - 2019年 U-13 監督
  - 2020年 U-14 監督
  - 2021年 U-15 監督
  - 2022年 ジュニアユース三島U-13 監督
  - 2023年 - 2024年 トップチーム コーチ
  - 2025年 - アカデミー トランジションコーチ